# Sandro Cortese
Alessandro Cortese, conegut com a Sandro Cortese   (Ochsenhausen, 6 de gener de 1990), és un antic pilot de motociclisme alemany d'origen italià que va guanyar el primer Campionat del Món de Moto3 disputat, el de 2012. A banda, el 2018 va guanyar el Campionat del Món de Supersport.

## Carrera esportiva

### Al mundial de motociclisme

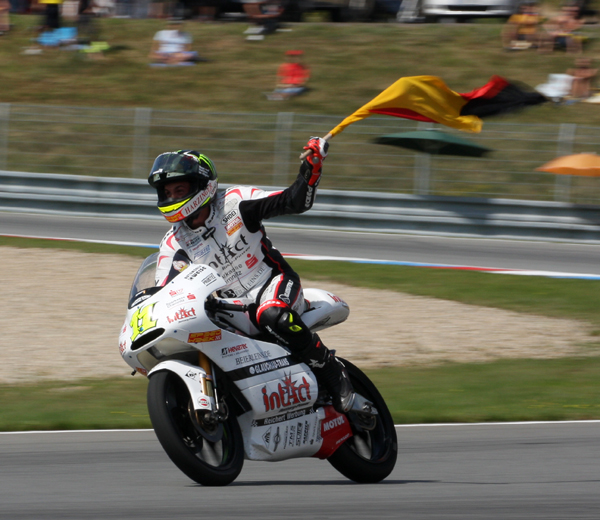
Celebrant la victòria a Brno el 2011

Fill de pares italians -originaris de Cirò, a la província calabresa de Crotona- emigrats a Alemanya, Cortese va competir al Campionat d'Europa de motociclisme el 2004 i el 2005 va debutar al mundial de 125cc amb una Honda RS 125 R de l'equip Kiefer-Bos-Castrol Honda, acabant la temporada a la vint-i-sisena posició final. El 2006 va passar a l'equip Elit - Caffe Latte, on tenia de company a Thomas Lüthi. El seu millor resultat va ser un desè lloc al Gran Premi de Portugal i va acabar la temporada en dissetè lloc. El 2007 va passar a pilotar una Aprilia RS 125 R dins el mateix equip i va acabar la temporada en la catorzena posició. El 2008, amb el mateix equip, va acabar la temporada en vuitè lloc.
El 2009 va passar a pilotar la Derbi RSA 125 d'Ajo Interwetten com a company d'equip de Dominique Aegerter. Va obtenir dos tercers llocs i va acabar la temporada en sisena posició. Continuà al mateix equip el 2010 i va acabar el mundial en setè lloc. El 2011 va canviar a l'equip Intact-Racing Team Germany. Aquell any va aconseguir les seves primeres victòries (Gran Premi de la República Txeca i Gran Premi d'Austràlia), a més de tres segons llocs i un de tercer i va acabar la temporada en quarta posició.
El 2012 va competir a la classe de Moto3, acabada d'instaurar aquell any com a substituta dels 125cc, amb la KTM M32 de l'equip Red Bull KTM Ajo, amb Arthur Sissis i Danny Kent de companys. Va obtenir cinc victòries, cinc segons llocs i cinc de tercers, de manera que el 21 d'octubre es va proclamar campió del món en guanyar el Gran Premi de Malàisia, dues curses abans que s'acabés el campionat.

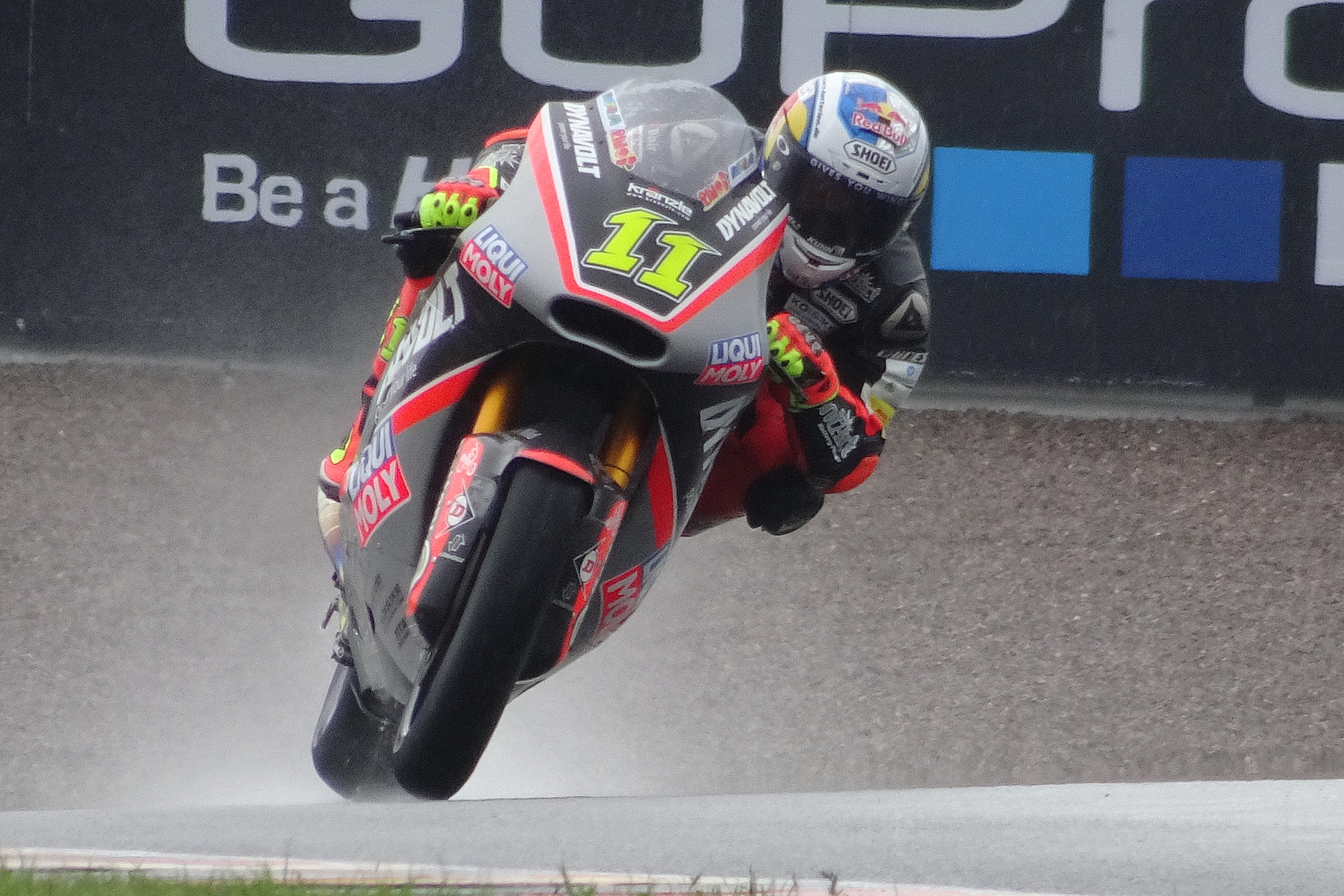
Amb la Kalex a Sachsenring el 2016

El 2013 va passar a competir en Moto2 contractat per l'equip Dynavolt Intact GP, que li va confiar una Kalex. Va acabar la temporada en dinovena posició. El 2014, amb el mateix equip, va acabar la temporada en novena posició. El 2015 fou onzè, quinzè el 2016. El 2017, encara al mateix equip però aquesta vegada amb una Suter, va acabar la temporada en divuitena posició.

### Al mundial de Supersport
El 2018 va passar a disputar el Campionat del Món de Supersport amb una de les dues Yamaha YZF-R6 de l'equip Kallio Racing (l'altra la pilotava Loris Cresson). Va debutar en aquesta categoria amb un podi a Austràlia. Després d'un quart lloc a Tailàndia va obtenir la seva primera victòria al campionat al Motorland Aragón. Després de guanyar a Gran Bretanya i obtenir cinc podis més durant la temporada, va guanyar el títol mundial de Supersport. Esdevingué així el tercer pilot de la història, després de John Kocinski i Max Biaggi, a guanyar un títol mundial tant amb motos derivades de la sèrie com amb els prototips del campionat del món.
El 2019 va córrer al campionat del món de Superbike amb una Yamaha YZF-R1 de l'equip GRT, on coincidí amb Marco Melandri. Va tancar la temporada en dotzè lloc final. El 2020 canvià d'equip per anar a l'Outdo Kawasaki - TPR, on va córrer amb una ZX-10RR. Aquesta temporada va patir una greu lesió a Portimão que l'obligà a perdre's la resta del campionat. El 3 d'abril de 2022, vint mesos després de l'accident a Portimão, Cortese va anunciar la seva retirada definitiva de les competicions de motociclisme. Va agrair els esforços mèdics d'emergència locals per a salvar-lo de la paraplegia però va assenyalar que el seu cos mai no s'havia recuperat completament de l'accident.

## Resultats al Mundial de motociclisme
Barem de puntuació de 1993 ençà:
| Posició | 1  | 2  | 3  | 4  | 5  | 6  | 7 | 8 | 9 | 10 | 11 | 12 | 13 | 14 | 15 |
| Punts   | 25 | 20 | 16 | 13 | 11 | 10 | 9 | 8 | 7 | 6  | 5  | 4  | 3  | 2  | 1  |

(Ids. Grans Premis | Llegenda) (Curses en negreta indiquen pole; curses en  itàlica indiquen volta ràpida)
| Any  | Categoria | Moto    | 1      | 2       | 3       | 4       | 5       | 6       | 7       | 8       | 9       | 10      | 11      | 12      | 13      | 14      | 15      | 16      | 17      | 18      | Pos | Pts |
| ---- | --------- | ------- | ------ | ------- | ------- | ------- | ------- | ------- | ------- | ------- | ------- | ------- | ------- | ------- | ------- | ------- | ------- | ------- | ------- | ------- | --- | --- |
| 2005 | 125cc     | Honda   | ESP 20 | POR 25  | CHN Ret | FRA 15  | ITA Ret | CAT 23  | NED 24  | GBR 15  | GER 14  | CZE 14  | JPN Ret | MAL 21  | QAT 17  | AUS 19  | TUR 14  | VAL Ret |         |         | 26è | 8   |
| 2006 | 125cc     | Honda   | ESP 16 | QAT Ret | TUR 16  | CHN 17  | FRA 15  | ITA Ret | CAT 19  | NED 14  | GBR 14  | GER 13  | CZE 11  | MAL 17  | AUS 14  | JPN 14  | POR 10  | VAL 18  |         |         | 17è | 23  |
| 2007 | 125cc     | Aprilia | QAT 17 | ESP 7   | TUR Ret | CHN 18  | FRA 7   | ITA 7   | CAT 11  | GBR 12  | NED 8   | GER 7   | CZE 10  | SM 15   | POR Ret | JPN Ret | AUS 10  | MAL Ret | VAL Ret |         | 14è | 66  |
| 2008 | 125cc     | Aprilia | QAT 11 | ESP 10  | POR 10  | CHN 16  | FRA 11  | ITA 8   | CAT 8   | GBR 9   | NED 4   | GER 6   | CZE 7   | SM 7    | INP 5   | JPN 6   | AUS 6   | MAL 4   | VAL 5   |         | 8è  | 141 |
| 2009 | 125cc     | Derbi   | QAT 3  | JPN 6   | ESP 6   | FRA 12  | ITA 10  | CAT 9   | NED Ret | GER 6   | GBR Ret | CZE 6   | INP 18  | SM 5    | POR 2   | AUS 3   | MAL 6   | VAL 8   |         |         | 6è  | 130 |
| 2010 | 125cc     | Derbi   | QAT 5  | ESP 11  | FRA 6   | ITA Ret | GBR 6   | NED 5   | CAT 4   | GER 3   | CZE 16  | INP 2   | SM 5    | ARA 5   | JPN 12  | MAL 6   | AUS Ret | POR Ret | VAL 5   |         | 7è  | 143 |
| 2011 | 125cc     | Aprilia | QAT 2  | ESP 6   | POR 2   | FRA 7   | CAT 4   | GBR 7   | NED 4   | ITA 12  | GER 8   | CZE 1   | INP 3   | SM 4    | ARA 7   | JPN 5   | AUS 1   | MAL 2   | VAL Ret |         | 4t  | 225 |
| 2012 | Moto3     | KTM     | QAT 3  | ESP 3   | POR 1   | FRA 6   | CAT 2   | GBR 3   | NED 2   | GER 1   | ITA 3   | INP 2   | CZE 3   | SM 1    | ARA 2   | JPN 6   | MAL 1   | AUS 1   | VAL 2   |         | 1r  | 325 |
| 2013 | Moto2     | Kalex   | QAT 17 | AME 25  | ESP 18  | FRA 12  | ITA 14  | CAT Ret | NED 14  | GER 14  | INP 16  | CZE Ret | GBR 20  | SM Ret  | ARA 10  | MAL Ret | AUS 11  | JPN 15  | VAL 16  |         | 19è | 22  |
| 2014 | Moto2     | Kalex   | QAT 7  | AME 14  | ARG 9   | ESP 9   | FRA 12  | ITA 13  | CAT Ret | NED Ret | GER Ret | INP 6   | CZE 3   | GBR 18  | SM 12   | ARA 12  | JPN Ret | AUS 6   | MAL 7   | VAL Ret | 9è  | 85  |
| 2015 | Moto2     | Kalex   | QAT 7  | AME 14  | ARG 7   | ESP Ret | FRA 14  | ITA 8   | CAT Ret | NED 17  | GER 11  | INP Ret | CZE 8   | GBR 8   | SM 8    | ARA 13  | JPN 3   | AUS Ret | MAL 7   | VAL 13  | 11è | 90  |
| 2016 | Moto2     | Kalex   | QAT 15 | ARG Ret | AME 12  | ESP Ret | FRA DNS | ITA 11  | CAT Ret | NED 12  | GER 15  | AUT 11  | CZE 23  | GBR 12  | SM 9    | ARA 13  | JPN 5   | AUS 3   | MAL 17  | VAL Ret | 15è | 61  |
| 2017 | Moto2     | Suter   | QAT 22 | ARG 8   | AME 23  | ESP Ret | FRA 14  | ITA 19  | CAT Ret | NED Ret | GER 8   | CZE Ret | AUT Ret | GBR Ret | SM 5    | ARA 9   | JPN Ret | AUS 9   | MAL Ret | VAL Ret | 18è | 43  |